# André Bautzmann
André Bautzmann (* 30. Mai 1990 in Leipzig) ist ein deutscher Kabarettist und Sänger.

## Leben
Von 1997 bis 2007 besuchte er die Grund- und Realschule und wirkte in diversen Theatergruppen mit. Von 2001 bis 2005 sang er im Kinderchor der Oper Leipzig und war bei Produktionen wie Der Wildschütz und Carmen zu sehen. 2005 bis 2013 war er Mitglied im Jugendkabarett der Leipziger Pfeffermühle. Von 2005 bis 2010 führte er in einer selbst gegründeten Kabarettschülergruppe („Die sächsischen Salzstreuer“) Regie. Von 2007 bis 2008 war er Schüler einer privaten Schauspielschule in Leipzig.
Seit 2008 tritt Bautzmann als Solokünstler in Deutschland auf und war damit mit 18 Jahren Deutschlands jüngster Solo-Kabarettist. Seit 2009 ist er freischaffender Kabarettist und im Leipziger Central Kabarett zu sehen und seit 2013 fester Bestandteil des Ensembles. August 2014 bis Januar 2015 hatte er bei Info tv Leipzig seine eigene Sendung: "Die Ultimative Mauschelshow", die er von Meigl Hoffmann übernommen hat, in der er auf dem Trödelmarkt, meistens für den "Guten Zweck", Gegenstände hochtauschte.
Bautzmann wohnt derzeit mit Frau und seinen beiden Kindern in Brandis.

## Bühnenprogramme
- 2006–2007: Die schärfsten Körner aus der Mühle, Leipziger Pfeffermühle
- 2006–2008: Damits in Deutschland wieder aufwärts geht!, Sächsische Salzstreuer
- 2007–2009: Wir kriegen die Kurve / ohne Chaos geht es nicht!, Leipziger Pfeffermühle
- Deutschland sing(k)t. 2008–2011 (erstes Solo-Programm), Leipziger Pfeffermühle
- Bombenstimmung ... / Halt still, dann treff ich besser! 2008–2009, Sächsische Salzstreuer
- Wir kriegen die Krise / dem Letzten knips mer´s Licht aus! 2009–2010, Leipziger Pfeffermühle
- Leipzig macht Geschichte(n) – Ein Abriss. 2009–2011, Leipziger Central Kabarett
- Jugend oder ein anderes Synonym für Schwachsinn. 2010, Sächsische Salzstreuer
- Alles für den Herren oder Mann hat, was Mann hat. 2010–2013, Leipziger Pfeffermühle
- Wir geben nix – Re4Kämpfe im Unterholz. 2010–2012, Leipziger Pfeffermühle
- Ich glaub mein Schein pfeift - Deutschland führt sich ab. September 2011 - Dezember 2013, (zweites Solo-Programm), Leipziger Central Kabarett
- Jubiläumsshow - 5 Jahre Jugendkabarett. Oktober 2011, Leipziger Pfeffermühle
- Jauchzet froh zocket - Christmist für alle!. 2011–2012, Leipziger Pfeffermühle
- Six in the city. Mai 2012 - August 2013 best of, Jugendkabarett der Leipziger Pfeffermühle
- Sei stille, Nacht! - Der Weihnachtsbohmboom.  November 2012 bis Dezember 2017, Leipziger Central Kabarett
- Ziegen die auf Männer starren.  Januar 2013 bis Juli 2017, Leipziger Central Kabarett
- Warm up für's burn-out. März 2013 - Oktober 2020, Leipziger Central Kabarett
- Die wache Wache - Wir haben einen an der Waffe. November 2013 bis Juni 2017, Leipziger Central Kabarett
- Geht's noch?!. April 2014 - Juli 2015, Leipziger Central Kabarett
- Gepfiffen & Getrommelt - Zwei reife Früchtchen packen aus. Juni 2015 bis Februar 2017, Leipziger Central Kabarett
- Casino Total - Drei Asse trumphen auf. Oktober 2015 bis September 2017, Leipziger Central Kabarett
- Kennen Sie den schon? - Ein witzenschaftlicher Abend. Seit November 2016[1]
- Ohrschwärbleede! - Saxen macht Spaß. November 2016 - März 2020, Leipziger Central Kabarett
- Ein Herz  und eine Seele - Der Sittenstrolch  Mai 2017 - September 2019, Theaterperle Kreuma[2]
- Von der Windel verweht - Kuck mal, wer da bricht. Seit September 2017, Leipziger Central Kabarett[3]
- Alles für die Tanne! Seit November 2018, Leipziger Central Kabarett
- Verrückt in die Zukunft - Das Präteritum schlägt zurück! Seit März 2019, Leipziger Central Kabarett[3]
- 2019–2021: Der klügere kippt nach - 4 Gänge und ein Todesfall, Leipziger Central Kabarett
- 2020: Die fabelhafte Welt der Pandemie - Nicht ohne meinen Mundschutz!, Leipziger Central Kabarett
- 2020: Die fabelhafte Welt der Amnesie - Besser ist´s man vergisst's!, Leipziger Central Kabarett

## Auszeichnungen
- 2006: 3. Platz beim Nachwuchswettbewerb der academixer mit den Sächsischen Salzstreuern
- 2008: Preisträger des „Kit-Jugendpreises“ mit dem Jugendkabarett der Leipziger Pfeffermühle
- 2009: Krefelder Krähe (3. Platz) Solo
- 2009: Nominierung für den Münchener Kabarett Kaktus Solo